# Ludwig Hirzel (Theologe)
Ludwig Hirzel (* 27. August 1801 in Zürich; † 13. April 1841 ebenda) war ein Schweizer reformierter Theologe, Geistlicher und Hochschullehrer.

## Leben
Hirzel stammte aus einem prominenten Zürcher Geschlecht, das diverse Gelehrte und Staatsmänner hervorgebracht hatte. Sein Vater war der Philosophieprofessor Heinrich Hirzel. Er besuchte das Zürcher Gymnasium und wechselte anschliessend an das Collegium Carolinum. Dort erhielt er seine erste theologische Ausbildung. Es folgte eine Zeit an deutschen Universitäten, an denen er sich vor allem den morgenländischen Sprachen widmete und schliesslich zum Dr. phil. promoviert wurde.
Hirzel kehrte 1823 nach Zürich zurück. Dort wurde er als Prediger eingesetzt. Ausserdem wurde er zum Professor der hebräischen Sprache am Obergymnasium der Stadt ernannt und daneben zum Dozent an der Theologenhochschule Carolinum. Als etwa neun Jahre später die Universität Zürich gestiftet wurde, erhielt er eine ausserordentliche Professur an der Theologischen Fakultät der Universität. Von 1837 bis 1839 war er Dekan der Fakultät. Bereits 1835 verlieh ihm die Theologische Fakultät der Universität Basel für seine Verdienste den Doktor der Theologie.
Hirzel betätigte sich neben seiner Tätigkeit als Hochschullehrer und Prediger auch politisch. Er liess sich in den Kantonsrat des Kantons Zürich wählen. Sein früher Tod führte zu einer großen Anteilnahme der Stadtbevölkerung, was sich nicht zuletzt bei seinem Begräbnis gezeigt haben soll.
Sein Sohn war der Literaturhistoriker Ludwig Hirzel.

## Publikationen
- De Pentateuchi versionis Syriacae, quam Peschito vocant, indole, 1825.
- De chaldaismi biblici origine et auctoritate, 1830.
- Hiob-Commentar in: Kurzgefaßten exegetischen Handbuchs zum alten Testament, 1839.